# گریگ سیفود
گریگ سیفود (انگلیسی: Grieg Seafood) شرکت صنایع غذایی نروژی است، که در سال ۱۹۹۲ تأسیس شد.